# 寒岭镇
寒岭镇，是中华人民共和国辽宁省辽阳市辽阳县下辖的一个乡镇级行政单位。

## 行政区划
寒岭镇下辖以下地区：
栗子园村、唐家堡子村、九口峪村、蒿甸子村、黄泥岗村、松树沟村、二道河子村和梨庇峪村。